# 紀宝熊野道路
紀宝熊野道路（きほうくまのどうろ）は、三重県熊野市久生屋町から三重県南牟婁郡紀宝町神内に至る予定の自動車専用道路である。近畿自動車道紀勢線に並行する国道42号の自動車専用道路として整備されている。
高速道路ナンバリングによる路線番号は、近畿自動車道紀勢線（勢和多気 - 和歌山）を形成するため「E42」が振られる。

## 概要
2019年（平成31年）3月1日に新規事業候補箇所の手続きを開始されることが国土交通省より発表され、同年3月29日に事業化が決定した。今回の新規事業化で新宮道路と共に事業化されたため、紀伊半島を一周する高速道路のすべての区間が事業着手されることとなった。
整備効果として、ネットワーク強化による災害時の支援、救急医療活動の支援、地域産業の支援が期待されている。

### 路線データ
- 起点 : 三重県熊野市久生屋町
- 終点 : 三重県南牟婁郡紀宝町神内
- 路線延長 : 15.6 km
- 構造規格 : 第1種第3級
- 設計速度 : 80 km/h
- 車線数 : 完成2車線
- 計画交通量　約14,200台/日、総事業費850億円、費用便益B/C=1.4[4]

## 道路の位置関係
近畿自動車道紀勢線
（大阪・和歌山方面） - E26 / E42 阪和自動車道 - E42 ※湯浅御坊道路 - E42 阪和自動車道 - E42 紀勢自動車道 - E42 ※すさみ串本道路 - E42 ※串本太地道路 - E42 ※那智勝浦新宮道路 - E42 ※新宮道路 - E42 ※新宮紀宝道路 - E42 ※紀宝熊野道路 - E42 ※熊野道路 - E42 ※熊野尾鷲道路 - E42 紀勢自動車道 - （津・名古屋方面）
※は高速自動車国道に並行する一般国道自動車専用道路を示す。

## 歴史
- 2019年（平成31年）度 : 事業化

### 開通予定年度
- 未定 : 御浜IC - 紀宝IC

## インターチェンジなど
- 全区間が三重県内に所在。
- IC番号欄の背景色が■である区間は既開通区間に存在する。施設欄の背景色が■である部分は未開通区間または未供用施設を示す。なお、未開通区間の名称は仮称である。

| IC番号                          | 施設名                     | 接続路線名               | 起点から (km) | 備考   | 所在地 |
| ------------------------------- | -------------------------- | ------------------------ | ------------- | ------ | ------ |
| E42 熊野道路 尾鷲・津方面       |                            |                          |               |        |        |
|                                 | 東紀州（紀南）広域防災拠点 |                          | 0.0           |        | 熊野市 |
|                                 | 御浜IC                     | 三重県道62号御浜紀和線   |               | 事業中 | 御浜町 |
|                                 | 紀宝IC                     | 国道42号（紀宝バイパス） | 15.6          |        | 紀宝町 |
| E42 新宮紀宝道路 新宮・田辺方面 |                            |                          |               |        |        |